# Браунсбург-Чатам (Квебек)
Браунсбург-Чатам (фр. Brownsburg-Chatham) је град у Канади у покрајини Квебек. Према резултатима пописа 2011. у граду је живело 7.209 становника.

## Становништво
Према резултатима пописа становништва из 2011. у граду је живело 7.209 становника, што је за 8,2% више у односу на попис из 2006. када је регистровано 6.664 житеља.
| 2006. | 2011. |
| ----- | ----- |
| 6.664 | 7.209 |